# Navjot Kaur
Navjot Navjot Kaur (ur. 10 lutego 1990) – indyjska zapaśniczka walcząca w stylu wolnym. Piąta na mistrzostwach świata w 2012. Złota medalistka mistrzostw Azji w 2018; srebrna w 2013 i brązowa w 2011. Trzecia na halowych igrzyskach azjatyckich w 2017, a także igrzyskach Wspólnoty Narodów w 2014. Mistrzyni Wspólnoty Narodów w 2011 i brązowa medalistka 2009. Trzecia w Pucharze Świata w 2013. Trzecia na MŚ juniorów w 2009 roku.